# Stichodactyla tapetum
Stichodactyla tapetum is een zeeanemonensoort uit de familie Stichodactylidae.
Stichodactyla tapetum is voor het eerst wetenschappelijk beschreven door Hemprich & Ehrenberg in Ehrenberg in 1834.